# Gibasoides laxiflora
Gibasoides es un género monotípico de plantas con flores con una única especie, Gibasoides laxiflora (C.B.Clarke) D.R.Hunt, perteneciente a la familia Commelinaceae. 
Es originaria de México (Puebla, Morelos, Oaxaca).

## Taxonomía
Gibasoides laxiflora fue descrito por (C.B.Clarke) D.R.Hunt y publicado en Kew Bulletin 33(2): 331. 1978.
Sinonimia
- Tradescantia laxiflora C.B.Clarke in A.L.P.P.de Candolle & A.C.P.de Candolle (1881).
- Descantaria laxiflora (C.B.Clarke) G.Brückn. (1927).[2]